# Tarija (stad)
Tarija is de zuidelijkste stad van Bolivia en de hoofdstad van het departement Tarija dat aan Argentinië en in het oosten aan Paraguay grenst. De stad werd opgericht door Luis de Fuentes y Vargas op 4 juli 1574.
De stad is de zetel van het rooms-katholieke bisdom Tarija.

## Bevolking
In 2006 telde Tarija circa 200.000 inwoners, de zogeheten Chapacos of Tarijeños. Het merendeel van de bevolking zijn blanken en mestiezen. Zij zijn als nakomelingen van Andalusische kolonisatoren en de Quechua-sprekende Tomatas. Het zijn relatief lichthuidige mestiezen die allemaal Spaans spreken en overwegend katholiek zijn. In tegenstelling tot andere regio’s in Bolivia vormen de weinige duizend Chiriguanos, Tobas en leden van andere indianenstammen slechts een kleine minderheid van de bevolking.

## Economie
Tarija is een van de modernste steden van Bolivia, hoewel er weinig industrie is. De stad is vooral gericht op handel en bestuur. In de omgeving wordt hoofdzakelijk landbouw bedreven waarbij vooral suikerriet, fruit en wijnbouw het vermelden waard zijn. De productie van wijn en Singani is de laatste jaren van steeds groter belang geworden. Met modernere fabrieksinstallaties en de continu verbeterde kwaliteit krijgt de bedrijfstak toegang tot de internationale markten. De oorsprong van de wijnbouw in Tarija gaat terug naar de zestiende eeuw toen Spaanse missionarissen de eerste wijnranken plantten.

## Sport
Tarija is de thuishaven van de voetbalclub Club Atlético Ciclón, die werd opgericht op 21 september 1951 en haar thuiswedstrijden speelt in het Estadio IV Centenario (15.000 toeschouwers). De club speelde van 1985 tot 1995 in de hoogste afdeling van het Boliviaanse voetbal, de Liga de Fútbol Profesional Boliviano.

## Partnersteden
- Brasschaat (België), stedenband sinds 2003, steunend op drie pijlers: veiligheid en preventie, jeugd en sport, capaciteitsopbouw
- Salta (Argentinië), sinds 8 maart 2004
- San Salvador de Jujuy (Argentinië), sinds 8 maart 2004

## Geboren
- Aniceto Arce (1824-1906), president van Bolivia (1888-1892)
- Víctor Paz Estenssoro (1907-2001), president van Bolivia (1952-1956, 1960-1964, 1985-1989)
- Ovidio Mezza (1952), voetballer en voetbalcoach
- Fernando Salinas (1960), voetballer
- Óscar Alberto Díaz (1985), voetballer

## Galerij

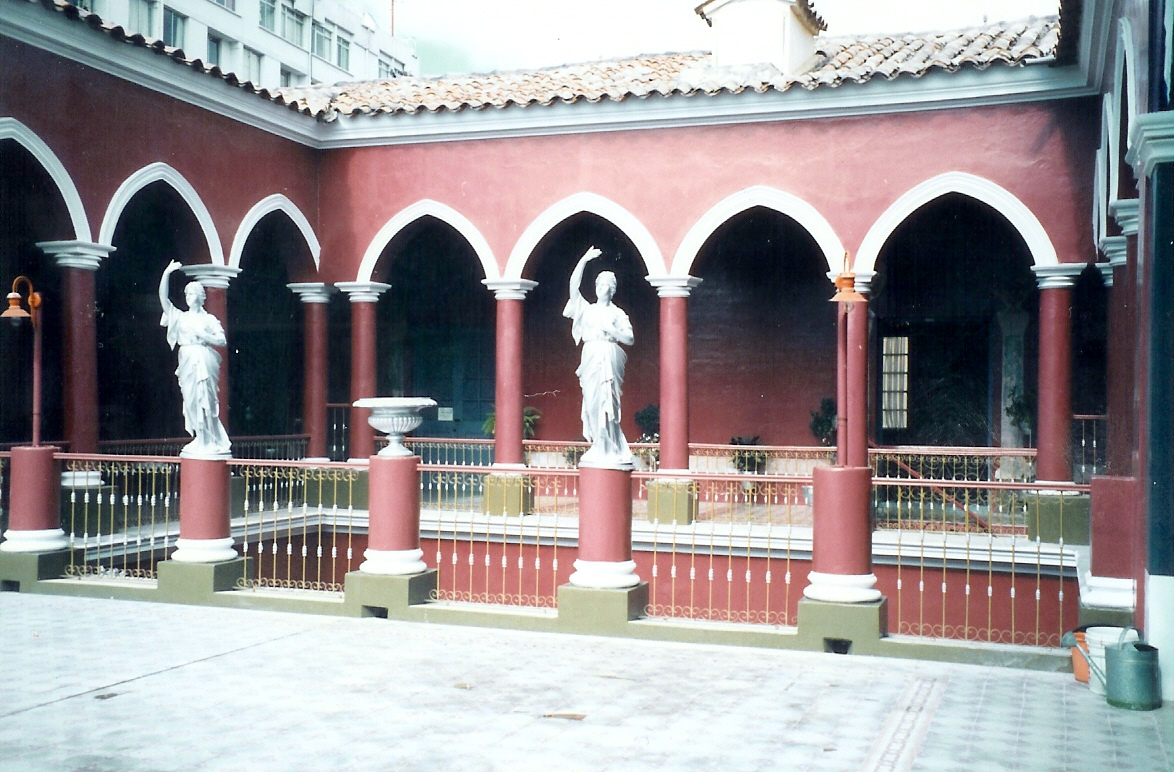
Casa Dorada in Tarija